# Niigata

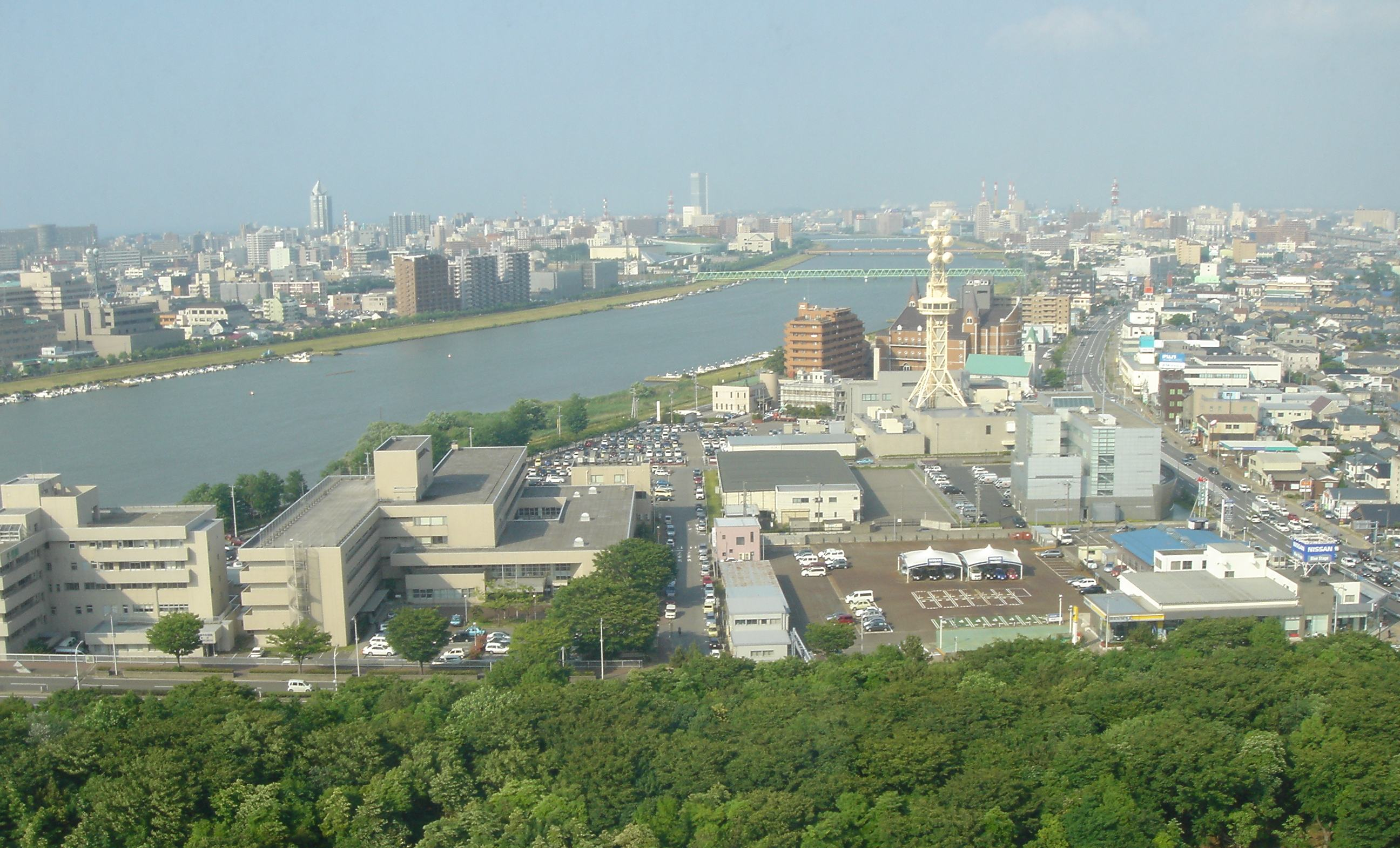
Niigata

Niigata (新潟市 Niigata-shi?) este un municipiu din Japonia, centrul administrativ al prefecturii Niigata.

## Orașe înfrățite
- Galveston (Texas, SUA, 1965)
- Habarovsk (Rusia, 1965)
- Harbin (Heilongjiang, China, 1979)
- Vladivostok (Ținutul Primorie, Rusia, 1991)
- Birobidjan (Regiunea Autonomă Evreiască, Rusia, 2005)
- Ulsan (Coreea de sud, 2006)
- Nantes (Franța, 2009)